# Anastasius III. (Gegenpapst)
Anastasius Bibliothecarius († 879), als Anastasius III. im Jahre 855 kurze Zeit Gegenpapst, war ein Geistlicher und Kirchenhistoriker des 9. Jahrhunderts. Sein aus dem Griechischen stammender Name bedeutet: der Auferstandene.
Anastasius wurde durch Papst Leo IV. zum Kardinalpriester von San Marcello ernannt, jedoch im Jahre 850 seines Amtes enthoben, exkommuniziert und 853 mit dem Anathema belegt. Unterstützt von der Partei des Kaisers Lothar I. versuchte er, sich als Gegenpapst gegen Benedikt III. zu behaupten und ließ diesen im September 855 gefangensetzen. Angesichts des massiven Widerstands der Bevölkerung wurde Benedikt III. jedoch befreit und am 29. September 855 geweiht.
Anastasius fand sich mit seiner Niederlage ab. Im Jahre 867 wurde er von Papst Hadrian II. zum Bibliothekar der Römischen Kirche ernannt, was ihm den Beinamen Bibliothecarius einbrachte.
Da Papst Hadrian II. glaubte, Anastasius sei an der Ermordung seiner Tochter beteiligt gewesen, ließ er ihn am 12. Oktober 868 durch eine Synode in Santa Prassede exkommunizieren und verbot ihm, sich weiter als 40 Meilen von Rom wegzubewegen.
Im Jahre 869 reiste Anastasius im Auftrag von Kaiser Ludwig II. nach Konstantinopel, um die Verhandlungen über eine Heirat zwischen Caesar Konstantinos und Ludwigs Tochter Ermengarde von Italien weiterzuführen. Dort bot er den römischen Legaten seine Dienste als Dolmetscher an und nahm in dieser Rolle am IV. Konzil von Konstantinopel (869/870) teil. Hier machte er von allen wichtigen Dokumenten lateinische Abschriften, die er persönlich wohlbehalten nach Rom brachte. Dieser bedeutsame persönliche Erfolg dürfte auch der Grund sein, warum ihn Hadrian II. wieder in seine alte Stellung als Bibliothekar einsetzte.
Anastasius Bibliothecarius stellte zwischen 873 und 875 eine Chronik, die Chronographia tripartita, in lateinischer Sprache zusammen, die auf den griechischen Chroniken von Georgios Synkellos, Theophanes und des Patriarchen Nikephoros basierte.
Anastasius wird auch oft als Autor einiger Kapitel des seit dem 6. Jahrhundert geführten Liber Pontificalis genannt. Neuere Forschungen haben aber gezeigt, dass das unmöglich ist. Eventuell hat er einige Einträge bearbeitet. Entgegen der häufigen Behauptung enthält dieses Geschichtswerk auch keinerlei Beleg für die Existenz einer Päpstin Johanna. Ein solcher Nachtrag in einem Liber-Pontificalis-Manuskript im Vatikan wird auf das 13. Jahrhundert datiert. Er dürfte unter dem Einfluss der Chronik Martins von Troppau entstanden sein und kann nicht als zeitgenössische Quelle gewertet werden.